# ヴァンフォーレ甲府経営危機問題
ヴァンフォーレ甲府経営危機問題（ヴァンフォーレこうふ けいえいききもんだい）は、2000年に日本プロサッカーリーグ（Jリーグ）・ヴァンフォーレ甲府の債務超過が発覚し、チームの存続が危ぶまれた問題である。

## 概要
1965年に誕生し、旧JFLに所属していた甲府クラブは1993年の地域リーグとの入替戦で残留を果たすとJリーグ参入の機運が高まり、1995年にヴァンフォーレ甲府に改称。山日YBSグループを筆頭に山梨県や甲府市、韮崎市の各自治体や193の個人株主など265の株主から資金を集め、1997年には参入の条件になっているクラブ法人化と小瀬陸上競技場のホームタウン化準備など準備を行った結果、1999年から設置されるJリーグ ディビジョン2（J2）への参入が決定した。
しかし、法人設立からJリーグ参入までの2年間（1997年、1998年）で合計3億9,000万円の累積赤字を計上。資本金3億3,500万円を大幅に上回る債務超過となり、Jリーグ参入初年度の1999年クラブは経費削減のため人件費抑制を行なうが、これが原因により主力選手が多く流出したため戦力が低下。前年の旧JFL4位という好成績が一転、シーズンを通して5勝しかできずに最下位に終わり、3年連続赤字決算となった。
2000年は運営健全化を優先し、主力選手の大量放出や6人の選手に対してアマチュア契約を結ぶなど前年以上の支出抑制を実施するが、前年同様シーズン開始までにユニフォームスポンサーが決まらず、また極端な人件費抑制によりチームはさらに弱体化し、シーズン中に19連敗および26試合連続未勝利（1分25敗） を記録するなどチームは崩壊し、前年同様最下位を独走していた。
そしてシーズンが終わりかけた11月に単年度ベースで6,000万円、4年連続の赤字を計上することが見込まれ、 累積赤字は4億5,000万円以上と1億2,000万円近くの債務超過に陥っていることが発覚。競技場使用料や選手に対する給与支払いが遅れる状況に陥るなどヴァンフォーレ甲府はチーム存続の窮地に立たされることになる。

## 問題

### クラブチームとしての問題
ヴァンフォーレ甲府は創設以来親会社が介入しないクラブチームであり、JSL2部時代は川手良萬による実質的な個人運営、川手が逝去後は甲府クラブのOBによって支えられていた。Jリーグ参入時も山日YBSグループや山梨県をはじめとする初期投資を受けたが、参入準備等は甲府クラブのOBが主体で赤字が発生しても親会社の広告費を使用しての補填が不可能な点が挙げられる。ヴァンフォーレが参入するまで親会社を持たないクラブチームとしてJリーグに参戦していたのは清水エスパルスのみであった。しかもヴァンフォーレ甲府が参入した当時はアジア通貨危機などの影響により親会社を持つチームやJリーグを目指すチームも相次いで撤退や縮小を余儀なくされるなど苦しい状況に置かれていた（後述）。
元々甲府が山梨県立甲府第一高等学校のOBによって結成されたチーム であり、さらに当時のホームタウンである甲府盆地一帯に本社を置く大企業はなく、2000年時点で東証一部（現在の東証プライム）に上場していた企業は山梨中央銀行のみ である。また、支店や工場を置く大企業はあるが上述の不況により撤退が相次いでいたさなかであり、初期に出資した企業や自治体以外に資本介入を行える企業は皆無の状態であった。

### 営業収支での問題
経営危機の原因として放漫な経営が挙げられることがあるが、後述のクラブ経営収支を見てもわかるとおり当時の営業費用は2億から3億円とJ2でも最低レベルの予算で運営しており、実際に事務処理では極力裏紙を使い回す、練習場を設けず市内の広場などを回り練習する、義務付けられているユースチームの設立を保留するなど限界まで経費削減を行っている。
しかし大企業の少ない土地柄と営業能力の不備によりスポンサー不足に悩まされ、特に広告収入は1997年が6,700万円、1998年は3,500万円、Jリーグ参入初年度の1999年はユニフォームスポンサーがゼロになった影響から2,300万円と低迷。2000年は秋頃に背中にユニフォームスポンサーがついたが3,500万円に留まっていた。

### 観客動員の問題
広告収入以外での収入源として入場料収入があるが、旧JFL時代の1997年が1,732万円、1998年は1,308万円、Jリーグ参入後の1999年は3,101万円、2000年は3818万円とこちらも低迷している。Jリーグ参入後に成績が低迷したことが原因とされることがあるが、実際は旧JFL時代から入場者数が伸び悩んでおり、特にJ参入前年の1998年は旧JFLで4位になり、本来であればJリーグ参入の機運もあり観客動員は伸びることが推測されるが、前年の1161人を下回る1044人と成績に関係なく低迷している。Jリーグ参入後の1999年に1469人、2000年は浦和レッドダイヤモンズ戦の動員に助けられて1850人と旧JFL時代から増えていたが、J2内では最下位となっている。

## 原因
この状況に陥った原因として、経営や営業面でのノウハウを持たない人たちにより、Jリーグ参入ありきで話が進んでいったことが挙げられる。
甲府クラブの監督を務めたことがある会長の鈴木旻は個人事業主で、社長である深澤孟雄も県立の高校教諭一筋であったなど、企業としての経営や営業に関しては知識も経験も皆無であった。甲府クラブOBであり、監督として高校サッカー選手権で数々の実績を挙げていた横森巧もプロ化に推進した1人であり、「J2に参戦しないと山梨のサッカーは沈没してしまう」と山梨県に強く訴えたが、「（経営については）非常に悩んだ」と経営の難しさについて述べており、他の携わったメンバーも同様に苦心していた。
筆頭株主の山日YBSグループは借り入れの斡旋や最低限の啓発などは実施したが、顧問弁護士が「小さな地方都市でプロスポーツなど成り立つわけがない」と述べるなど社内でもプロ化への反対意見が多かったことなどから危機発覚まで経営への直接関与には消極的で、初期投資で株式を保有した自治体も公社や公益法人、第三セクターではない株式会社に対して経営に直接関与することは立場上できなかった。その他の企業や支援者も山梨県のスポーツチームを支援する以上の関係がない小口株主のため役員を送り込んでノウハウを教えることはできず、ノウハウを持つ者を雇おうにも低予算で経費をギリギリまで詰めている状態ではそれも果たすことはできずにいた。
この結果、法人設立後の旧JFLの2年間で債務超過に陥るなどプロチームとしての経営の難しさを痛感し、携わったメンバーの多くが手を引いて会長や社長に押し付ける形となった。会長の鈴木はチームのエンブレムおよび商標権を買い取るという形で出資し、深澤は教諭時代の退職金を充てるだけでなく個人が所有する不動産などを担保に借入金を得て補填、山梨県サッカー協会の会長も私財を担保に借入を行ない、これにJリーグからの配分金を含めてやりくりしようとしたが、広告料や入場料の不足分を補うことはできなかった。

## 問題発覚後の経過

### 2000年度
経営危機が発覚し、設立時に出資した地方自治体や企業、個人株主による話し合いが持たれ、この席で運営会社は自治体に支援の追加を要請した。しかし自治体側の支援はホームスタジアムの使用料減免のみで金銭面での追加支援を断り、山日YBSグループも改善されないチーム状況を理由に同様の立場であった。また社団法人日本プロサッカーリーグ側からも来年度のスケジュールの都合を理由に早急な結論を求められていたが、最高年俸480万円の選手の契約が期限1ヶ月前を過ぎた12月28日になっても決まらず、山梨県もチームの存続の是非を問う掲示板を設けた が、開設当初に寄せられた回答は否定的見解が多く、このまま解散もやむなしの空気が漂っていた。
これに対し危機感を抱いたサポーター有志が立ち上がり、サポータークラブHINCHASをはじめ存続活動を行うため「ヴァンフォーレの会」や「ヴァンフォーレ甲府の存続を求める会」などの各会派が結成され、競技場や甲府駅周辺にて署名活動や募金活動を実施した結果、各自治体の議員やOB有志、さらには他チームのサポーターらの協力もあり27,000人分の署名を集めることに成功した。また、総務省から山梨県に出向していた平嶋彰英総務部長が水面下で奔走した他、当時チェアマンだった川淵三郎も見かねて山梨県や甲府市などに支援を要請するなど積極的に動いた結果、2月に行なわれた第1回経営委員会で2001年度はチームを存続させることが決定。しかし、2002年以降の存続には「平均観客動員数3,000人以上」（2000年実績：1,850人）、「クラブサポーター数5000人以上」（同：2,698人)、「スポンサー収入 5000万円以上」（同：2,600万円）の三条件が課せられ、これが達成されない場合は解散という厳しい条件を突きつけられた。

### 2001年度
2000年の実績より倍近い存続条件を突きつけられた状態の中、平嶋総務部長の要請により筆頭株主の山日YBSグループからグループ会社の取締役である海野一幸が送り込まれ、経営の健全化が図られる。海野は元記者で山梨県の企業と密接であり、かつ営業に関するアイディアが豊富であった。また懸命な営業努力の結果ユニフォームやピッチ看板に名乗りを挙げるスポンサーが次々と現れ、「スポンサー収入」の条件が6月中にクリアされる。残る2つの条件も連日報道される経営危機に関心を示し、クラブサポーターの加入や競技場へ足を運ぶ人達が次第に増えていき、10月の時点で達成できる見込みとなった。上記目標を達成しても4,000万円の赤字が見込まれた決算も資金のかわりに物資やサービスを提供する自治体や企業、さらにボランティアによる協力のおかげで経費が圧縮され、最終的に法人化後初の単年度黒字に転換された。そして10月に実施された主要株主会議にて2002年度以降のチーム存続が決定し、経営危機問題はひとまず終息した。

### 2002年度以降
2002年以降も依然経営状況は厳しいものの海野社長をはじめとする人たちの努力により単年度黒字を記録し続け、更に2006年にディビジョン1（J1）へ昇格したことによりスポンサー収入および平均観客動員数・クラブサポーター数も大幅に増加。この年の決算報告で債務超過が解消されたことが発表され、チーム消滅の危機は脱出した。当時約4億5000万円あった累積赤字も2016年に解消した。

## 同時期に経営問題が発生したチーム
経営危機が発覚した前後3年（1997年から2003年）に経営難を理由にチーム消滅や経営移管が行なわれたチームを挙げる。
- 鳥栖フューチャーズ：1996年シーズン終了後にメインスポンサーのPJMジャパンが撤退したことから経営難が表面化し、1997年1月に運営元の佐賀スポーツクラブが解散を決議しチーム消滅。なお、フューチャーズの消滅後に事実上の後継チームとしてサガン鳥栖が設立されたが経営難が続き、2005年に「株式会社サガン鳥栖」から「株式会社サガンドリームス」に経営移管されている。
- 横浜フリューゲルス：1998年に親会社の1つである佐藤工業が経営難を理由に撤退を表明。全日本空輸単独でのチーム運営が困難であることから横浜マリノス（現横浜F・マリノス）と形式上は合併。実質上のチーム消滅。
- 清水エスパルス：1997年11月に地元テレビ局や清水市民の出資により運営されていた「エスラップ・コミュニケーションズ」が20億の債務を抱え破綻。その後鈴与をはじめとする地元企業の出資により「株式会社エスパルス」が設立され移管。
- ベルマーレ平塚：1998年に親会社のフジタが撤退。クラブチーム化し、2000年より湘南ベルマーレに改称。
- 水戸ホーリーホック：2001年に経営危機問題が発生。経営陣が交代するなどし再建を目指す。2011年に公式試合安定開催基金を受けるなどしたが、チームは継続。
- ヴィッセル神戸：ダイエーの撤退などにより経営が悪化し、2003年に運営会社の「株式会社ヴィッセル神戸」が破綻。その後楽天の代表である三木谷浩史の関連会社「クリムゾングループ」が経営権を取得し、「株式会社クリムゾンフットボールクラブ」へ移管。

上述以外にも福島FCやコスモ石油四日市FCなどがJリーグ参入を目指していたものの自治体からの同意が得られず、また経営の難しさからそのままチーム解散に陥ったケースがあった。

## 評価
アジア通貨危機や失われた10年のさなかで経営基盤の弱いチームが数億円の運営費を求められるリーグでいかに経営が難しかったかを物語る一方で、そのクラブチームがどのように運営をしていくかの見本として現在も甲府の例が取り上げられることが多い。例として大塚製薬サッカー部がクラブチーム徳島ヴォルティスとしてJリーグに参入する際、参入に積極的だった飯泉嘉門が甲府の例を参考にしたり、ザスパ草津（現在はザスパクサツ群馬）や愛媛FC、FC岐阜といった創立時から一貫して親会社を持たないクラブチームが続々と参入するきっかけともなった。海外からも2017年よりKリーグチャレンジに参入する安山グリナースFCのスタッフが甲府へ研修に来るなどしている。
Jリーグも通常のリーグ戦に影響が出る事態に陥る可能性があったことから対策に乗り出し、2005年より公式試合安定開催基金を設立。さらに2013年よりJリーグクラブライセンス制度が導入された。特に後者については経営に関して厳格化されており、「3期連続の当期純損失（赤字）を計上していないこと」「3年連続債務超過に陥っていないこと」「移籍金や給与の未払いが生じていないこと」についてA等級基準（ライセンス交付のために無条件に必須とされる基準）とされ、現在のルールだと2005年まで債務超過状態だった甲府はJ3ライセンスも発給されない（Jリーグから強制脱退。但しチームが存続可能であればJリーグ百年構想クラブとして日本フットボールリーグ以下のリーグで戦うことは可能）ことになる。一方でJ3ライセンスに関しては参入条件は緩和されており、スタジアムはJ2ライセンスの「10,000人以上の照明施設を有するスタジアム（芝生席は座席として認めない）」から「5,000人以上のスタジアム（照明施設はなくともよいが設置することが望ましい、芝生席は審査を経て座席として認められる）」、Jリーグの選手契約条件は「A契約がJ1の場合は15人以上、J2の場合は5人以上に対しJ3は3人以上」、下部組織も「U-18、U-15、U-12の3組織（U-12はスクールで代替可）を有すること」から「U-18、U-15、U-12の3組織のうち少なくとも1つを有すること」と財政面の負担が軽減されるよう配慮された基準となっている。なお、甲府はJリーグクラブライセンス制度導入以降J1ライセンスを取得し続けている。
海野は2004年7月にJリーグの監事、2006年7月には理事に選任され2012年までJリーグの運営に関わり、2016年には新設されたJリーグの「クラブ経営アドバイザー」に就任。同年これまでの実績を評価され日本プロスポーツ大賞功労賞を受賞している。
経営危機解消から21年後の天皇杯 JFA 第102回全日本サッカー選手権大会でJ2リーグに所属している甲府はJ1リーグのチームを次々と破り、優勝を遂げている。この快挙に対し、当時チェアマンとして存続に奔走した川淵三郎は当時のことに触れながら「その20年以上前を思い出すと今日の優勝は夢のよう」と祝福している。

## 参考資料
1997年の法人化から2006年の債務超過解消までとする。

### クラブ経営収支
| 年度   | 営業収入  | 営業費用  | 経常利益 | 当期純利益 | 繰越損益 | 成績   | 成績          | 出来事              |
| 年度   | 営業収入  | 営業費用  | 経常利益 | 当期純利益 | 繰越損益 | リーグ | 順位/チーム数 | 出来事              |
| ------ | --------- | --------- | -------- | ---------- | -------- | ------ | ------------- | ------------------- |
| 1997年 | 111,510   | 263,381   | -151,870 | -151,870   | -151,870 | 旧JFL  | 6位/16チーム  | クラブ法人化        |
| 1998年 | 74,115    | 312,937   | -238,821 | -238,821   | -390,692 | 旧JFL  | 4位/16チーム  | Jリーグ(J2)参入決定 |
| 1999年 | 209,939   | 226,412   | -16,473  | -939       | -391,632 | J2     | 10位/10チーム |                     |
| 2000年 | 182,604   | 240,285   | -57,681  | -58,563    | -450,195 | J2     | 11位/11チーム | クラブ存続危機      |
| 2001年 | 251,748   | 240,211   | 5,286    | 2,582      | -447,613 | J2     | 12位/12チーム | 経営再建元年        |
| 2002年 | 364,101   | 352,560   | 7,891    | 3,412      | -444,200 | J2     | 7位/12チーム  |                     |
| 2003年 | 498,352   | 475,428   | 18,742   | 8,236      | -435,964 | J2     | 5位/12チーム  |                     |
| 2004年 | 582,334   | 548,170   | 30,687   | 15,587     | -420,376 | J2     | 7位/12チーム  |                     |
| 2005年 | 670,669   | 575,844   | 91,763   | 48,977     | -371,399 | J2     | 3位/12チーム  | J1昇格              |
| 2006年 | 1,343,209 | 1,100,114 | 245,589  | 134,918    | -236,481 | J1     | 15位/18チーム | クラブ債務超過解消  |

- 各項目の単位は千円
- 資料：ヴァンフォーレ甲府第30回経営委員会資料 [11]

### クラブ目標値・実績値
| 年度   | 目標     | 目標       | 目標         | 実績     | 実績       | 実績         |
| 年度   | 広告収入 | クラサポ数 | 平均観客動員 | 広告収入 | クラサポ数 | 平均観客動員 |
| ------ | -------- | ---------- | ------------ | -------- | ---------- | ------------ |
| 1997年 |          |            |              | 67,422   | n.a.       | n.a.         |
| 1998年 | 34,607   | n.a.       | 1,043        |          |            |              |
| 1999年 | 22,720   | n.a.       | 1,469        |          |            |              |
| 2000年 | 25,578   | 2,698      | 1,850        |          |            |              |
| 2001年 | 50,000   | 5,000      | 3,000        | 60,785   | 5,588      | 3,130        |
| 2002年 | 80,000   | 6,000      | 3,200        | 101,822  | 6,026      | 4,914        |
| 2003年 | 130,000  | 6,500      | 4,800        | 159,930  | 6,557      | 5,796        |
| 2004年 | 200,000  | 6,000      | 5,300        | 220,420  | 6,028      | 6,370        |
| 2005年 | 230,000  | 6,400      | 6,200        | 245,922  | 5,771      | 6,931        |
| 2006年 | 600,000  | 10,000     | 12,700       | 571,456  | 9,950      | 12,213       |

- 単位は広告収入が千円、クラサポ（クラブサポーター）数と平均観客動員が人。2000年以前のクラサポ数は不明。
- 資料：ヴァンフォーレ甲府第30回経営委員会資料（上記参照）
- 観客動員は第27回経営委員会資料をもとに作成された記事より[3]